# Гулямова, Фатима Хасановна
Фатима Хасановна Гулямова (тадж. Ғуломова Фотима Ҳасановна; 31 декабря 1934, Шахринавский район, Таджикская ССР — 1 марта 2021, Душанбе, Таджикистан) — таджикская актриса театра и кино, Заслуженная артистка Таджикский ССР (1990).

## Биография
В 1960 году окончила таджикскую студию ГИТИСа (курс Б. Бибикова и О. Пыжовой). С 1961 года — актриса Государственного таджикского театра драмы имени А. Лахути.
Скончалась 1 марта 2021 года в Душанбе.

### Семья
- Сын — Барзу Абдураззаков, театральный режиссёр.
- Дочь — Шахноз Абдураззакова, погибла в 1994 году в результате ДТП.
- Брат — Исфандияр Гулямов, актер и режиссер театра и кино.
- Cестра — Саджида Гулямова, окончившая в 1960 году таджикскую студию ГИТИСа (курс Б. Бибикова и О. Пыжовой), более 35 лет работала на телевидении режиссёром[4][5][6].
- Муж — народный артист Таджикистана Хабибулло Абдураззаков ушел из жизни в январе 2021 года[7].

## Театральные работы
- Хонзода — «Бай и батрак» по пьесе Хамзы Хакимзада Ниязи (реж. Ходжикула Рахматуллаев);
- Гонерилья — «Король Лир», У. Шекспир (реж. Т. Ахмадханов);
- Аманда — «Стеклянный зверинец», Т. Уильямс (реж. Барзу Абдураззаков);
- Нигина — «Рудаки», С. Улуг-Зода (реж. Х. Рахматуллаев);
- Барбара — «Вей ветерок», Я. Райнис;
- Умеда — «Милые матушки», Гафур Гулом;
- Гурдофарид — «Рустам и Сухроб», Фирдоуси;
- Партизанка — «Мы с крыши мира» и т. д.

## Награды
Получила приз за лучшую женскую роль 3-го кинофестиваля «Евразия» за роль в фильме «Овора» 2013 года.

## Избранная фильмография
- 2005 — Овора[9] — Таджикфильм
- 2011 — Самоубийца